# Municipio de Pine (condado de Benton)
El municipio de Pine (en inglés: Pine Township) es un municipio ubicado en el condado de Benton en el estado estadounidense de Indiana. En el año 2010 tenía una población de 330 habitantes y una densidad poblacional de 3,57 personas por km².

## Geografía
El municipio de Pine se encuentra ubicado en las coordenadas 40°36′22″N 87°9′11″O / 40.60611, -87.15306. Según la Oficina del Censo de los Estados Unidos, el municipio tiene una superficie total de 92.37 km², de la cual 92,37 km² corresponden a tierra firme y (0 %) 0 km² es agua.

## Demografía
Según el censo de 2010, había 330 personas residiendo en el municipio de Pine. La densidad de población era de 3,57 hab./km². De los 330 habitantes, el municipio de Pine estaba compuesto por el 96,36 % blancos, el 0,3 % eran afroamericanos, el 0,3 % eran asiáticos, el 1,82 % eran de otras razas y el 1,21 % eran de una mezcla de razas. Del total de la población el 2,42 % eran hispanos o latinos de cualquier raza.